# الحركة الديمقراطية الفولتية
الحركة الديموقراطية الفولتية (بالفرنسية : Mouvement Démocratique Voltaïque) كانت حزباً سياسياً في فولتا العليا، بقيادة جيرار كانغو ويدراوغو. تأسست في عام 1955.
في انتخابات الجمعية الإقليمية لعام 1957، جاءت الحركة في المرتبة الثانية بحصولها على 26 مقعدًا. بعد الانتخابات شكلت حكومة مع الحزب الديمقراطي الموحد. لم تدم تلك الحكومة، وانضمت الحركة إلى تجمع التضامن الفولتي بدلاً من ذلك. وهكذا فقدت سلطة الحكومة.
في عام 1958، اندمجت الحركة، جنبًا إلى جنب مع باقي أعضاء التضامن في حزب التجمع الأفريقي.